# NGC 5410
NGC 5410 este o interacțiune de galaxii situată în constelația Câinii de Vânătoare. A fost descoperită în 9 aprilie 1787 de către William Herschel.